# Rio Aguapeú
O rio Aguapeú é um rio que banha o estado de São Paulo, no Brasil. Nasce na Serra do Mar, no município de Mongaguá, indo até o município de Itanhaém, onde deságua no rio Branco. É um dos principais rios do município de Mongaguá.

## Etimologia
"Aguapeú" se originou do termo tupi agûapé'y, que significa "rio dos aguapés" (agûapé, aguapé + 'y, rio).